# Ascothoracida
Ascothoracida — інфраклас щелепоногих ракоподібних підкласу Thecostraca. Інфраклас містить близько 100 видів, всі паразити кишковопорожнинних і голкошкірих, зазвичай спричиняють стерилізацію господарів. Антенули слугують для прикріплення до хазяїна (їхні кінцеві членики утворюють клешні), антен немає, мандибули і максили формують колючий хоботок. Є види, що зберегли характерний вигляд ракоподібних і здатні повзати або навіть плавати; ряд форм сильно змінені паразитичним способом життя, наприклад Dendrogaster dichotomies має вигляд мішка з багаторазово розгалуженим відростками, що відходять від нього.